# Arpina
Arpina (in greco antico: Ἅρπινα?, Hàrpina) o Arpinna è un personaggio della mitologia greca. È una ninfa ed è l'eponimo della città di Arpina.

## Genealogia
Figlia di Asopo e Metope ebbe da Ares il figlio Enomao.

## Mitologia
È l'eponimo della città Arpina, che sorgeva presso Pisa, Olimpia ed il fiume Alfeo.
Nelle tradizioni degli abitanti dell'Elide e di Fliunte, giacque con Ares e da lui ebbe il figlio Enomao e fu quest'ultimo a dare il nome della madre alla città.
Pausania scrive della sua presenza di una scultura di gruppo presente ad Olimpia e che fu donata dagli abitanti di Fliunte.
Come ninfa fu a volte confusa con la ninfa pleiade Sterope che a sua volta è ritenuta la madre di Enomao.